# Viola toroensis
Viola toroensis là một loài thực vật có hoa trong họ Hoa tím. Loài này được Martic. mô tả khoa học đầu tiên năm 2000.